# Río Ejin
El río Ejin (en chino, 额济纳 河; pinyin, Ejina-que; en mongol: Etsin-gol, Edzin-gol), también conocido en su parte alta como río Heihe (en chino, 黑河; literalmente, ‘río negro’) y en la media como Ruo Shui (en chino, 弱水; literalmente, ‘río débil’), es un largo río de la parte septentrional de China que nace en las montañas Qilian y discurre por una cuenca endorreica hasta acabar desapareciendo en el desierto de Badain Jaran, parte del desierto de Gobi. El río forma uno de los deltas interiores o abanicos aluviales mayores del mundo. Con una longitud total de unos 821 km, drena una cuenca de unos 78.600 km², parte de la de Región Autónoma de Mongolia Interior y de las provincias de Qinghai y Gansu.
La región por la que del río ha estado sufriendo una aguda desertificación. Los niveles de agua subterránea han bajado hasta 5 m desde la década de 1940, mientras que la cobertura forestal cerca del río se ha visto reducida entre 1958 y 1994 en 1.924 km² y el lago Juyanhai, que una vez tenía 1.200 km², se ha secado por completo.

## Geografía
El río nace como río Heishui (en chino, 黑水; literalmente, ‘río negro’) en un valle interior de las montañas de Qilian, casi en la frontera de la provincia de Qinghai, a unos 75 kilómetros al sureste de Minle. Recoge pequeños afluentes que desaguan por la vertiente suroccidental, discurriendo por el fondo de un pequeño valle en dirección sureste, paralelo al río Datong, un importante afluente de la cuenca alta del río Amarillo. Tras recorrer este valle durante unos 160 km en la misma dirección, el río Hei, tras recibir a un importante afluente, el río Babao, que llega por el mismo valle en dirección opuesta, se vuelve hacia el noroeste y se interna entre gargantas en las Qilian. El río marca durante un corto tramo la frontera entre las provincias de Qinghai y Gansu, para, ya en Gansu, virar luego al noreste. Llega a una zona en la que se han construido en años recientes varias grandes presas, parte de un amplio proyecto de siete presas para generación hidroeléctrica (Desarrollo hidroeléctrico Rural Heihe Gansu): Xiaogushan, de 102 MW; Longshou I, de 80 m de altura; Longshou II, de 156.5 m de altura y 157 MW, puesta en servicio en 2004. Luego el río Hei sale de la zona montañosa y se adentra en la región semidesértica del corredor de Hexi.
Llega enseguida al oasis de la importante ciudad de Zhangye (97.400 hab. en 2007), capital de la prefectura homónima de Zhangye, y se gira hacia el noroeste, tras recibir otro importante afluente que llega del corredor en dirección noroeste. En este tramo recibe pequeños afluentes que le llegan del suroeste y que discurren por la vertiente nororiental de las Qilian, la vertiente opuesta del valle intramontano de sus inicios. Durante los primeros 150 km, sus aguas se utilizan para el riego de los campos a lo largo de su valle. Luego pasa por la ciudad de Gaotai, capital del condado de Gaotai (155.260 hab. en 1999) y luego gira hacia el norte-noreste, fluyendo hacia el desierto y convirtiéndose en una corriente perdida cuando sus aguas se sumen en la tierra circundante. Esta cualidad es la que da nombre al río en este tramo, río Ruo, ya que reduce enormemente el flujo e incluso hace que llegue a secarse en algunos años.
Desde el último giro, el río discurre unos 175 km en esa dirección sobre una vasta llanura aluvial formada por los depósitos de sedimentos del río. En este tramo el río se adentra en la Región Autónoma de Mongolia Interior, donde es conocido como Gol Etsin o río Etsin.
Pasa cerca del Centro de Lanzamiento de Satélites de Jiuquan y al poco alcanza Ximiao, donde el río se divide en dos distributarios efímeros llamados Dong He (東河, 'río del este') y Xi He (西河, 'río del oeste'), que discurren cada uno unos 220 km y vierten en la cuenca del extinto lago Juyan. El Dong desagua en un lago llamado Sogo Nur, mientras que el río Xi desemboca en una cuenca estacional llamada Gaxun Nur. Cerca del río Dong está la antigua capital de los tangut, Khara-Khoto, ahora abandonada y en ruinas.

### Delta interior
El río Ruo ha creado en los últimos millones de años uno de los mayores deltas fluviales o abanicos aluviales de interior del mundo. Los sedimentos depositados por el río han formado un enorme área de 300 km de largo y 200 km de ancho. El delta es atravesado por cientos de canales secos excavados por el río durante sus frecuentes cambios de cauce y rumbo. Debido a que el clima de la zona ha seguido una tendencia a la sequía en los últimos 10 000 años, el delta hace ya mucho tiempo que no se considera activo (es decir, los depósitos no aumentan de manera significativa) y está siendo lentamente erosionado por la acción del viento y el agua.

## Historia

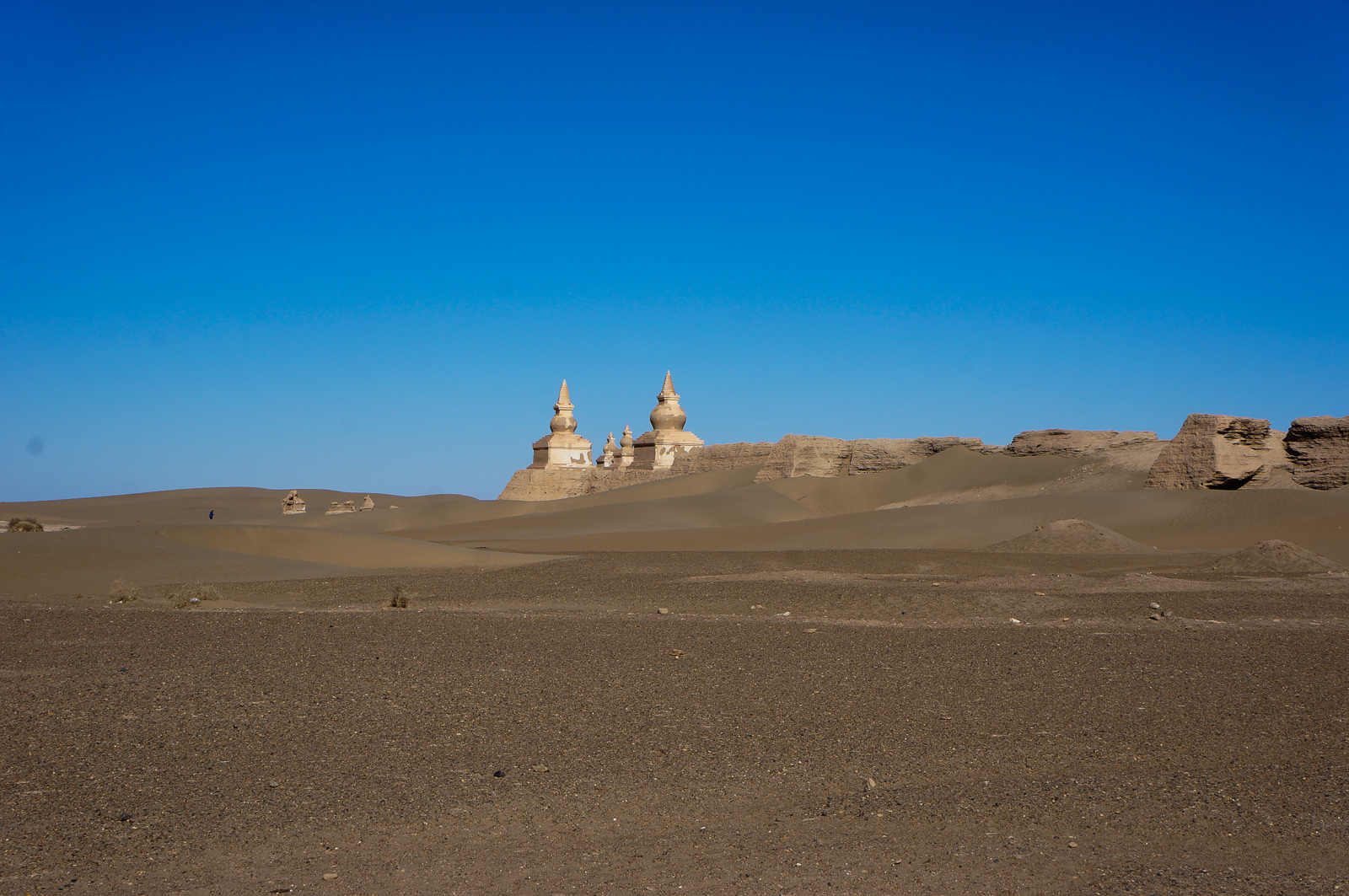
Vista de las ruinas de Khara-khoto

Hace unos 2.000 años se decía que el río tenía un flujo mucho más abundante que en la actualidad y por tanto sus ramales perennes se extendían mucho más lejos en el desierto que en la actualidad. El tramo central del río fluía a través del corredor de Hexi, un valle que fue parte importante de la ruta de la seda. La cuenca alta del río (Heihe) fue primero colonizada por los chinos en el año 100 a. C. Se crearon muchos puestos se crearon para proteger a los comerciantes de la ruta de la seda de los frecuentes ataques de los bárbaros, ya que el valle de abundante agua en relación con la aridez del terreno circundante, proporcionaban una ruta fácil para los hunos y los mongoles lanzasen sus incursiones. Desde entonces, el valle del río ha sido intensamente cultivado y registrado. Sin embargo, lo despejado del paisaje ha causado el incremento de la erosión, lo que ha llevado a la desertificación de la región y a una reducción gradual del caudal del río.
La parte baja del río antiguamente se confundía con el tramo medio del río Amarillo, que se encuentra más al este, que fluye durante una distancia significativa en la misma dirección paralela al río Ruo.
Khara-Khoto, la antigua capital de los tangut ahora desierta, se encuentra cerca del extremo inferior del río. Según la leyenda, la ciudad fue abandonada después de que las fuerzas Ming desviaran el río de la ciudad en 1372.
Los principales exploradores europeos que visitaron la zona fueron el ruso Piotr Kuzmich Kozlov (1907-09) y el lingüista y sinólogo estadounidense John DeFrancis (1935).